# Soldadera (Edad Media)

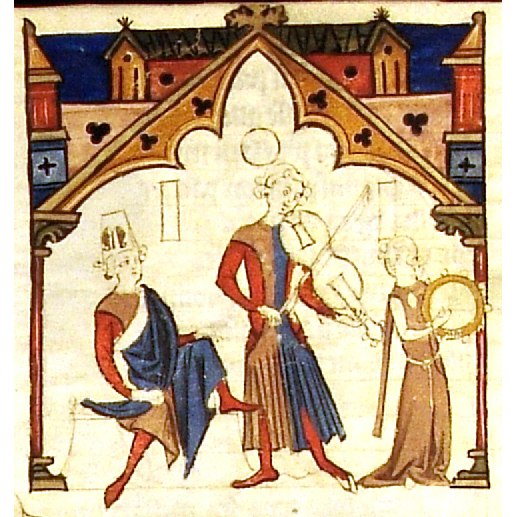
Miniatura del Cancioneiro da Ajuda, mostrando a un noble, un juglar con viola de arco y una soldadera con pandereta.

La soldadera (en gallego y portugués: soldadeira), en la Europa medieval, era una mujer que cantaba y danzaba realizando ejercicios gimnásticos durante actuaciones juglarescas o trovadorescas.
Como su nombre indica, las soldaderas del mundo ibérico (España y Portugal) se refieren a las 'mujeres a sueldo', que significaba una mujer de moralidad cuestionable y se corresponden a las jograresas (bufonas) provenzales.
Adelina Aletti se refiere a ellas como las 'herederas espirituales' de las 'puellae gaditanae' del sur de la Bética, mencionadas por Marcial y Juvenal.
Sus danzas solían acompañarse con "castañuelas u otros instrumentos de percusión porque los juglares tocaban instrumentos de cuerda, como la viola de arco, la cítara" u otro instrumento.

## Soldaderas famosas
La más famosa de las soldaderas, fue María la Balteira, que frecuentó las cortes de Fernando III de Castilla y de su hijo Alfonso X el Sabio, protagonista de varias cantigas y blanco favorito de los escarnios de los poetas de su tiempo. Se conservan dieciséis composiciones sobre la alegre licenciosidad de su vida y de su arte. La tradición popular la supone arrepentida y penitente en los últimos años de su vida y fue enterrada en el monasterio cisterciense de Santa María de Sobrado.
Otras soldaderas conocidas son María Negra, de la que se conserva tres canciones dedicadas a ella por Pedro García Burgalés, como la de: María Negra vi eu, en outro día, o Maior García, cantada por los juglares João Baveca, Pedro Amigo de Sevilha y Pedro García de Ambroa. A María de Grave se la menciona en la cantiga de João Soares Coelho: Maria do Grave, grav’ é de saber y María Mateu que aparece es una cruel sátira de Afonso Eanes de Cotom: Mari’ Mateu, ir-me quer’ eu daquen.